# Д-9 (бронеавтомобиль)
Д-9 — советский тяжёлый бронеавтомобиль межвоенного периода, разработанный Н. И. Дыренковым.

## История создания
18 июля 1930 года на заседании РВС СССР утверждён план о создании четырёх новых моделей бронеавтомобилей, два из которых предполагалось отнести к средним (на них ставилась ходовая часть грузовиков АМО-2 и Форд-Тимкен). Предполагалось установить броню толщиной от 6 до 8 миллиметров, а в качестве оружия выбрать пушку калибром 20 или 37 мм, тяжёлый пулемёт калибром 12,7 мм и три пулемёта калибром 7,62 мм. Через месяц в проект добавлена рекомендация использования шасси трёхосных автомобилей Мореланд. Выполнение заказа поручено Ижорскому заводу, который должен был сдать 11 декабря два опытных образца.
Ввиду большой загруженности завода работа шла медленно: представитель научно-технического комитета управления механизации и моторизации (УММ) РККА заявил, что проектирование бронемашины не дошло даже до стадии первых эскизов (они могли быть готовы только через 10 — 15 дней), а разработка оружия не завершена (из-за чего как оружие выбраны 7,62-мм пулемёты ДА). Но на помощь заводу пришёл Николай Иванович Дыренков, который ранее конструировал средние танки Д-4 и Д-5 и бронеавтомобиль Д-8. 9 февраля 1931 года Дыренков за небольшое время подготовил три прототипа: «Форд-Тимкен» Ижорского завода, «Мореланд» и «Форд-Тимкен» собственного проекта (два последних автомобиля не закончены, шасси приварено на раму, а двигатель и башни не до конца защищены). К маю 1931 года строительство завершилось: бронеавтомобили названы Д-13 и Д-9 (на шасси «Мореланд»).

## Конструкция
Д-9 сваривался из бронелистов толщиной не выше 6—8 мм. Готовый прототип с 37-мм пушкой «Гочкис» и пулемётом ДТ в раздельных установках в башне цилиндрической формы, в корпусе 8 шаровых пулемётных установок: по три на борт, по одной спереди и сзади. Авиационная турель на крыше корпуса за башней сохранялась, но вооружение на ней не устанавливалось. Образец имел большие размеры и массу около 7 тонн, развивая до 38 км/ч. Военная комиссия отметила, что бронеавтомобиль слишком тихоходен, с низкими ходовыми качествами и по сумме характеристик уступает серийному БА-27. Кроме того, наличие в корпусе шаровых пулемётных установок только стесняло действия командира машины.
Дыренков модифицировал Д-9, ликвидировав бортовые пулемёты в корпусе и внеся ряд более мелких доработок.

## Испытания и итоги
Испытания продолжались до июня 1931 года, по итогам которых автомобиль признан неудачным: он проиграл по характеристикам серийному БА-27. Повторные испытания 27 июня (Дыренков убрал два пулемёта и внёс массу мелких доработок), но мнение военной комиссии не изменилось:
…Исходя из того, что Д-9 как образец тяжёлого бронеавтомобиля оказался чрезвычайно громоздким, неповоротливым, имеет пониженную динамику и не обладает какими-либо существенными боевыми преимуществами по сравнению со средним бронеавтомобилем, признать, что шасси автомобиля «Мореланд» не пригодно для бронировки и может быть использовано под спецустановки: счетверённого пулемёта, химические и т. д. …
После испытаний бронеавтомобиль разобран. Но труды Дыренкова не пропали даром — на шасси «Мореланда» созданы самоходные артиллерийские установки СУ-1-12.